# Тур ATP Challenger
Тур ATP Challenger (англ. ATP Challenger Tour; до 2009 года серия ATP Challenger (англ. ATP Challenger Series)) — серия соревнований профессиональных теннисистов, проводимых под эгидой Ассоциации теннисистов-профессионалов (АТР) в течение календарного года. В последние годы проводится более 150 «челленджеров» в год (в 2008 году — 178) в более чем 40 странах мира, в том числе в странах, где теннис относительно слабо развит. Турниры, входящие в серию ATP Challenger, в целом предназначены для теннисистов менее высокого уровня, чем в сериях ATP 500 и ATP 250, их призовой фонд ниже и сами они менее престижны.
Серия предназначена для того, чтобы помочь начинающим теннисистам, а также игрокам второго эшелона набрать очки рейтинга АТР, необходимые для попадания в основную или квалификационную сетку основных турниров АТР. В настоящее время это практически единственный способ для игрока в начале карьеры или после долгого перерыва подняться на необходимый уровень рейтинга. Серия ITF Futures занимает по отношению к серии ATP Challenger примерно такое же место, какое «челленджеры» занимают по отношению к турнирам ATP, то есть представляет собой «трамплин» для попадания в сетку турниров более высокого уровня. Все последние «первые ракетки» мира, в том числе Пит Сампрас, Роджер Федерер и Рафаэль Надаль, начинали свой путь с «фьючерсов» и «челленджеров».
Обычно ведущие теннисисты мира не участвуют в «челленджерах». Исключение составляют турниры, проводимые во вторую неделю соревнований, входящих в Большой шлем: в этом случае ведущие теннисисты, проигравшие на ранних этапах турниров Большого шлема, могут попытаться получить «вайлд-кард» от организаторов «челленджера».
Призовой фонд в турнирах серии варьируется от 35 до 150 тысяч долларов США. Общий призовой фонд всех турниров серии в 2008 году приближался к десяти миллионам долларов. Сумма призового фонда, а также предоставляемые теннисистам условия (проживание, питание, оплата дороги) определяют количество призовых очков, получаемое участниками каждого турнира.
В 2014 году, с помощью сайта livestream.com, был запущен бесплатный сервис регулярных трансляций матчей серии, также включивший архив игр.

## История тура
Первый цикл соревнований, по статусу сопоставимых с современной серией Challenger, был проведен в 1978 году. В этом году были проведены 18 турниров, с 8 января (в Окленде, Новая Зеландия, и Хобарте, Австралия) по 19 ноября (в Киото, Япония). Призовой фонд каждого турнира составлял 25 тысяч долларов США.
С момента создания в 1990 году Мирового тура АТР «челленджерам» уделяется большое внимание. Если в 1990 году в мире игралось около 70 турниров этого уровня, то спустя 10 лет их было уже более 120, а в последние годы — около 180.
С февраля 2007 года официальным мячом серии стал мяч фирмы «Tretorn», а сама фирма стала спонсором новой серии (SERIE+), в которую входят «челленджеры» с призовым фондом не менее 100 тысяч долларов США. В 2011 году в неё входили 13 турниров.
В 2011 году был впервые проведён Финал Мирового тура ATP Challenger, в котором по схеме, схожей со схемой финального турнира АТР-тура, восемь лучших игроков по итогам Мирового тура ATP Challenger разыграли призовой фонд в размере 220 000 долларов США. Победителем стал Седрик-Марсель Штебе из Германии.
Турниры Tretorn SERIE+ 2012 года
| Дата   | Турнир                                                              | Место проведения | Призовой фонд | Победитель-2011 (одиночный разряд) | Победитель-2012 (одиночный разряд) |
| ------ | ------------------------------------------------------------------- | ---------------- | ------------- | ---------------------------------- | ---------------------------------- |
| 30 апр | Открытый чемпионат Туниса                                           | Тунис            | 125 000 $ + H | Отменён в 2011 году                | Рубен Рамирес-Идальго              |
| 9 июл  | Открытый чемпионат Гааги                                            | Схевенинген      | 42 500 € + H  | Стив Дарси                         | Ежи Янович                         |
| 16 июл | Открытый чемпионат Познани                                          | Познань          | 30 000 € + H  | Руй Машаду                         | Ежи Янович                         |
| 6 авг  | Open Diputación Ciudad de Pozoblanco                                | Пособланко       | 42 500 € + H  | Кенни де Схеппер                   | Роберто Баутиста Агут              |
| 6 авг  | San Marino CEPU Open                                                | Сан-Марино       | 85 000 € + H  | Потито Стараче                     | Мартин Клижан                      |
| 13 авг | Zucchetti Kos Tennis Cup — Internazionali del Friuli Venezia Giulia | Корденонс        | 85 000 € + H  | Даниэль Муньос-де ла Нава          | Паоло Лоренци                      |
| 20 авг | Open Castilla y Leon                                                | Сеговия          | 64 000 €      | Кароль Бек                         | Евгений Донской                    |

Бывшие турниры Tretorn SERIE+
| Турнир                      | Место проведения | Призовой фонд | Последний победитель (год) | Дальнейшая судьба         |
| --------------------------- | ---------------- | ------------- | -------------------------- | ------------------------- |
| Кубок Казанского Кремля     | Казань           | 75 000 $ + H  | Мариус Копил (2011)        | Обычное соревнование тура |
| BSI Challenger Lugano       | Лугано           | 85 000 € + H  | Станислас Вавринка (2010)  | Отменён в 2011 году       |
| Sporting Challenger         | Турин            | 85 000 € + H  | Карлос Берлок (2011)       | Отменён в 2012 году       |
| BNP Paribas Polish Open     | Сопот            | 106 500 € + H | Эрик Продон (2011)         | Отменён в 2012 году       |
| Pekao Szczecin Open         | Щецин            | 106 500 € + H | Руй Машаду (2011)          | Обычное соревнование тура |
| Ethias Trophy               | Монс             | 106 500 € + H | Андреас Сеппи (2011)       | Обычное соревнование тура |
| Открытый чемпионат Словакии | Братислава       | 85 000 € + H  | Лукаш Лацко (2011)         | Обычное соревнование тура |
| Salzburg Indoors            | Зальцбург        | 42 500 € + H  | Бенуа Пер (2011)           | Отменён в 2012 году       |

Итоговый турнир 2013 года
| Дата   | Турнир                             | Место проведения | Призовой фонд | Победитель (одиночный разряд) |
| ------ | ---------------------------------- | ---------------- | ------------- | ----------------------------- |
| 18 ноя | Финал Мирового тура ATP Challenger | Сан-Паулу        | 220 000 + Н $ | Филиппо Воландри              |